# 佟延成
佟延成（？—），男，中华人民共和国政治人物，曾任中央第九巡视组副组长、组长，现任全国党建研究会副会长。